# Ungavský záliv
Ungavský záliv (anglicky  Ungava Bay, francouzsky  Baie d'Ungava, inuktitutsky Ungava kangiqluk) je rozlehlý záliv v jižní části Hudsonova průlivu, na severovýchodě provincie Quebec, na východě Kanady.
Ungavský záliv leží mezi Ungavským poloostrovem a Torngatskými horami.
Do zálivu ústí několik velkých řek, například Koksoak, Leaf, Payne.